# Michael H. Kenyon
Michael Hubert Kenyon (Elgin, 1944) è un criminale statunitense, conosciuto con il soprannome "Enema Bandit" ("il bandito del clistere") e principalmente noto per aver preso parte ad una serie di rapine e aggressioni a donne nel corso degli anni sessanta e settanta.
Venne dichiarato colpevole di sei rapine a mano armata ai danni di vittime femminili che, in tre casi, furono anche costrette a subire dei forzati clisteri di acqua calda contro la loro volontà. Kenyon è conosciuto anche con i nomi "Champaign Enema Bandit", "The Ski Masked Bandit", e "The Illinois Enema Bandit".

## Carriera criminale (1966-1975)

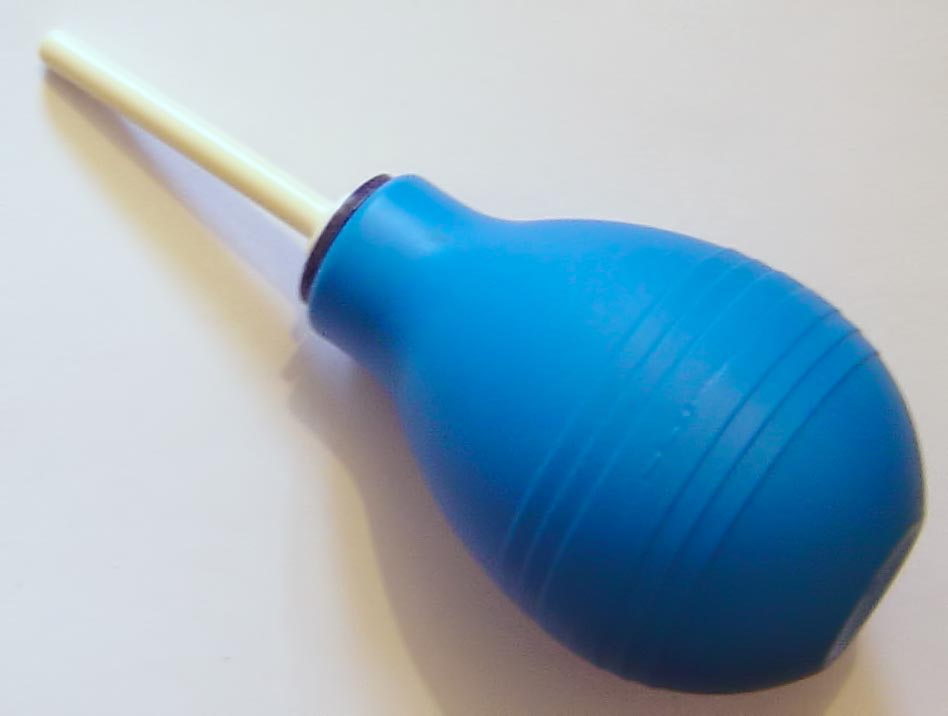
Un clistere rettale, della tipologia che Kenyon utilizzava per seviziare le sue vittime.

La prima aggressione messa in atto da Kenyon fu quella ai danni di due sorelle adolescenti nel marzo 1966 a Champaign, nello Stato dell'Illinois. Kenyon si laureò all'Università dell'Illinois - Urbana-Champaign nel 1967 e poco dopo lasciò lo Stato. Nello stesso periodo iniziarono ad avere luogo altre aggressioni simili a Manhattan, Norman e Los Angeles.
Kenyon fece ritorno a Champaign nel 1972 e le aggressioni ripresero. Nel maggio 1975, Kenyon trovò lavoro come revisore presso l'Illinois Department of Revenue di Lincolnwood. Quindi diede il via a nuovi attacchi, inclusi tre contro delle hostess nella Contea di Cook. Aggredì inoltre quattro donne nella cittadina di Urbana, e ad una di esse praticò un clistere. La stessa sera Kenyon rimase coinvolto in un piccolo incidente stradale, ma non venne fermato dalla polizia.
Alcune settimane dopo, il nome di Kenyon iniziò ad essere associato con una serie di rapine avvenute nei sobborghi di Chicago. Durante l'interrogatorio da parte degli agenti, egli improvvisamente iniziò a parlare del "bandito dei clisteri". Dopo l'arresto, nel dicembre 1975, venne giudicato legalmente sano di mente e dichiarato colpevole di sei rapine a mano armata. Venne condannato a pene variabili dai 6 ai 12 anni di carcere per ogni accusa. Venne rimesso in libertà condizionale nel 1981 dopo aver scontato sei anni di prigione.

## Riferimenti nella cultura di massa
Il curioso caso giudiziario di Kenyon divenne il soggetto della canzone The Illinois Enema Bandit del musicista rock Frank Zappa, registrata dal vivo nel dicembre 1976 e pubblicata sul disco Zappa in New York (1978). Il compositore jazz Henry Threadgill incise il brano Salute to the Enema Bandit e lo incluse nel suo album del 1986 intitolato Air Show No. 1. La sua particolare perversione sessuale fu di ispirazione, inoltre, per il film pornografico del 1976 Water Power con Jamie Gillis nella parte di Kenyon. Il termine "Enema Bandit" divenne, all'epoca, scherzosamente di uso comune negli Stati Uniti a seguito delle gesta di Kenyon. Nel romanzo del 1974 The Odd Woman di Gail Godwin, la protagonista Jane Clifford, professoressa alla Midwestern University, è terrorizzata dal "bandito dei clisteri", che incarna le sue paure recondite di perdere il controllo della propria vita. Il gruppo metal Lawnmower Deth, incluse una canzone intitolata The Illinois Enema Bandit nel loro album Return of the Fabulous Metal Bozo Clowns.